# What Makes You Beautiful
«What Makes You Beautiful» — песня британского бой-бенда One Direction, первый трек и лид-сингл с их дебютного альбома 2011 года Up All Night.

## История создания
Авторы песни — Саван Котеча (вокальный тренер на британском X Factor’е) и шведские сонграйтеры Карл Фальк и Рами Якуб. Среди песен, которые Карл Фальк и Рами Якуб написали, «Lose My Mind» группы The Wanted. За плечами Якуба также было соавторство нескольких хитов Бритни Спирс, среди которых «Stronger» и «Lucky».
Карл Фальк рассказывал сайту Examiner.com:
Это была первая песня, что мы сделали для One Direction. Сначала нас трудно было убедить, что бой-бенд как One Direction сработает. Как возможно сделать это так, чтобы не звучать устаревше и не копировать кого-то другого? Что мы придумали и что мы ясно понимали про «What Makes You Beautiful» — у нас было ви́дение возвратиться обратно в 90-е годы и принести [в наше время] немного того звука из 1999 года, — в смысле подбора звуков и инструментов [и т. п.] — и просто сделать обновлённую версию этого.
Если вы посмотрите на фанатов One Direction, кому от 10 до 14 лет, они не выросли, слушая ту музыку, что слушали мы, когда росли, как «I Want It That Way» [группы Backstreet Boys] или «Bye Bye Bye» [группы ’N Sync]. Так что мы начали экспериментировать со звуком и риффами и всем остальным. Это не заняло много времени.
[…...]
У Сейвана уже было название. Нам всем оно понравилось. Это как бы круто сказать: «Ты не знаешь, что ты красива. Вот что делает тебя красивой.» Из просто красивого названия это перерастает в очень умную концепцию. Так всё просто щёлкнуло [и встало на места].

То же самое произошло с продакшеном [записью / работой в студии]. Не прошло много времени, и у нас уже была хорошая демозапись песни. Если вы послушаете первое демо этой песни, что мы сделали, это уже то направление, по которому песня пошла.
Как он придумал название песни, Саван Котеча рассказал в интервью журналу Sugar:
Однажды утром я уезжал в студию, и она [его жена Анна] сказала что-то вроде: «Умм, я выгляжу такой страшной сегодня», и я сказал типа, «Нееет! Моя жена такая красивая шведская девушка», и строчка «ты не знаешь, что ты красива, это то, что делает тебя красивой» пришла мне в голову.
В интервью на радиостанции BBC Radio 1 Гарри Стайлз рассказывал «Когда мы записывались в студии, мы сразу решили, что хотим, чтобы этот трек стал нашим первым синглом.»

## Релиз и приём публики
Это был первый сингл группы One Direction.
На радио песня вышла 10 августа 2011 года, сингл с ней вышел 11 сентября 2011 года.
В Великобритании[уточнить] в первую неделю релиза сингл продался в 153 тысячах экземплярах, став на тот момент самым быстро продаваемым синглом года.
В США песня дебютировала на 28 месте в Горячей сотне «Билборда», став самым высоким дебютом в ней британского исполнителя за почти 14 лет, с тех пор, как песня «Bittersweet Symphony» группы Verve дебютировала на 14 месте.
На BRIT Awards 2012 года песня победила в категории «Лучший британский сингл» (одной из шести категорий, победитель в которой определяется народным голосованием).